# Lijst van burgemeesters van Neer
Dit is een lijst van burgemeesters van de voormalige Nederlandse gemeente Neer in de provincie Limburg tot deze gemeente per 1 januari 1991 opging in de gemeente Roggel, welke per 1 januari 1993 werd hernoemd tot Roggel en Neer. Op 1 januari 2007 werd Roggel en Neer opgenomen in de nieuwe gemeente Leudal.
| Ambtsperiode | Naam burgemeester          | Partij of stroming | Bijzonderheden                                                                                                 |
| ------------ | -------------------------- | ------------------ | --- |
| 1800 - 1803  | Joannes Spee               |                    | |
| 1803 - 1805  | Martinus Hinsen            |                    | Waarnemend. |
| 1805 - 1813  | Mathias Nijs               |                    | |
| 1813 - 1815  | Johannes Houben            |                    | |
| 1815 - 1825  | Johannes Geenen            |                    | |
| 1825 - 1853  | Johannes Theelen           |                    | |
| 1853 - 1862  | J.W. Theelen               |                    | |
| 1862 - 1879  | Piere (P.) Theelen         |                    | |
| 1879 - 1897  | J.H. Theelen               |                    | |
| 1897 - 1925  | H.M. Terstappen            |                    | |
| 1925 - 1942  | H.J. Vennekens             |                    | Van 1934 tot 1938 tevens burgemeester van Buggenum                                                             |
| 1942 - 1944  | N.A.A. Frijns              | NSB                | |
| 1944 - 1974  | Sjaak (J.M.M.J.) Vennekens | KVP                | Tot april 1946 waarnemend; eerder burgemeester van Buggenum, van 1968 tot 1974 tevens burgemeester van Kessel. |
| 1974 - 1985  | Frans (F.A.W.) Jacobs      | KVP / CDA          | In dezelfde periode tevens burgemeester van Kessel, aansluitend burgemeester van Hulst.                        |
| 1985 - 1991  | Sjef (J.A.L.) Peeters      | CDA                | Van 1983 tot 1993 burgemeester van Roggel, daarna tot 2007 (waarnemend) burgemeester van Roggel en Neer.       |